# ساموئل باتیستلا
ساموئل باتیستلا (انگلیسی: Samuele Battistella؛ زادهٔ ۱۴ نوامبر ۱۹۹۸ ‏(۲۶ سال)) دوچرخه‌سوار اهل ایتالیا است.
از باشگاه‌هایی که در آن بازی کرده‌است می‌توان به تیم آستانه و تیم دایمنشن دیتا اشاره کرد.
وی در مسابقات کشوری و بین‌المللی در مجموع برندهٔ ۱ مدال طلا شده‌است.